# Edgar Calel

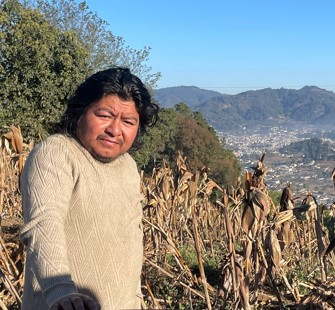
Edgar Calel en Chi Xot, San Juan Comalapa, Guatemala

Edgar Calel (1987) es un artista visual y poeta maya-kaqchikel de Chi Xot, San Juan Comalapa, Guatemala. Calel es conocido por su arte contemporáneo multimedia que explora las complejidades de las experiencias indígenas y se compromete con la cosmovisión, las tradiciones y los rituales maya-kaqchikel para llegar a nuevos públicos a escala internacional. La obra de Calel se ha expuesto en exposiciones y galerías de Europa y Norteamérica, como la Bienal de Liverpool, la Bienal de Berlín, la Tate Modern, el Carnegie Museum of Art, el Sculpture Center, el Museo Nacional Centro de Arte Reina Sofía y la National Gallery de Canadá, y sus obras figuran en las colecciones nacionales del Reino Unido y Canadá, entre otros países. Calel ha participado en la Bienal de Liverpool, la Bienal de São Paulo y la Bienal de Gwangju, Gwangju, Corea del Sur.

## Biografía
Edgar Calel nació en 1987 en Chi Xot, San Juan Comalapa, una comunidad indígena maya kaqchikel del altiplano de Guatemala. A los 19 años, Calel recibió una beca para estudiar en la Escuela Nacional de Artes Plásticas "Rafael Rodríguez Padilla" de Ciudad de Guatemala. Luego de sus estudios en ENAP, Calel viajó por Centroamérica desarrollando su práctica. En 2008, Calel fue invitado a un programa de residencia en la Escuela de Arte Espira/La Espora en Managua, Nicaragua. A partir de ahí, realizó más residencias en toda América Latina.
Calel está asociado a un colectivo más amplio de artistas guatemaltecos, muchos representados por Proyectos Ultravioleta, y se le considera líder de una nueva ola de crítica institucional que ha acaparado la atención de los medios de comunicación por sus respuestas artísticas a las dinámicas de poder y los cambios históricos, contribuyendo a la visibilidad de una generación de artistas indígenas guatemaltecos en la escena internacional.  

## Obra
Calel trabaja como poeta y artista multimedia con un enfoque en la cultura ancestral y la experiencia indígena de la comunidad Maya Kaqchikel. Su trabajo se destaca por incorporar la espiritualidad, los rituales y las prácticas comunitarias kaqchikeles y utilizar el arte contemporáneo para transmitir estos aspectos a un público más amplio. Sus obras a menudo llaman la atención sobre la violencia, la discriminación racial y la exclusión que enfrentan las comunidades indígenas en la Guatemala moderna, particularmente durante y después de la Guerra Civil guatemalteca.  
En 2021, Calel llamó la atención por su enfoque novedoso de la custodia del arte en su instalación "'Ru k'ox k'ob'el jun ojer etemab'el' (El eco de una forma antigua de conocimiento)".   Reconociendo que la instalación, que incorpora bendiciones rituales maya-kaqchikel, no puede reducirse a su forma física, la Tate trabajó con Calel para establecer un acuerdo de custodia único en el que la Tate adquirió la instalación, sin poseerla directamente., por un período de 13 años (número correspondiente a las 13 articulaciones del cuerpo humano en la cosmovisión cósmica maya).  
Según un comunicado de la Tate, una vez finalice esta custodia de 13 años de la obra, "se hará un nuevo acuerdo con el artista y su comunidad, ya sea para renovar esta custodia, para pasarla a otra institución o para devolver la obra elementos de la obra a la tierra." 